# Giorgi Chakvetadze
Giorgi Chakvetadze (in georgiano გიორგი ჩაკვეტაძე?; Tbilisi, 29 agosto 1999) è un calciatore georgiano, centrocampista del Watford e della nazionale georgiana.

## Caratteristiche tecniche
È un trequartista veloce e dotato di buona visione di gioco, abile nel dribbling e nell'uno contro uno. Può giocare anche come ala sinistra.

## Carriera

### Club
Cresciuto nelle giovanili della Dinamo Tbilisi, ha esordito il 18 novembre 2016 in un match vinto 4-0 contro la Lokomotiv Tbilisi.

### Nazionale
Ha giocato nelle nazionali giovanili georgiane Under-17, Under-18 ed Under-19.
Con la nazionale Under-21 georgiana ha preso parte a 2 incontri di qualificazione al campionato europeo di calcio Under-21 2019.
Partecipa alla UEFA Nations League 2018-2019, il 6 settembre 2018, realizza il primo gol della storia della Nations League contro il Kazakistan. La partita finirà poi 2-0 per la Georgia. Risulta, con 4 reti, il terzo miglior marcatore della manifestazione a pari merito con il kosovaro Arbër Zeneli, il belga Romelu Lukaku e l'ungherese Ádám Szalai.

## Statistiche

### Presenze e reti nei club
Statistiche aggiornate al 6 gennaio 2017.
| Stagione              | Squadra               | Campionato            | Campionato | Campionato | Coppe nazionali | Coppe nazionali | Coppe nazionali | Coppe continentali | Coppe continentali | Coppe continentali | Altre coppe | Altre coppe | Altre coppe | Totale | Totale | Totale |
| Stagione              | Squadra               | Comp                  | Pres       | Reti       | Comp            | Pres            | Reti            | Comp               | Pres               | Reti               | Comp        | Pres        | Reti        | Pres   | Reti   |        |
| --------------------- | --------------------- | --------------------- | ---------- | ---------- | --------------- | --------------- | --------------- | ------------------ | ------------------ | ------------------ | ----------- | ----------- | ----------- | ------ | ------ | ------ |
| 2016                  | Dinamo Tbilisi        | UL                    | 5          | 0          | CG              | 0               | 0               |                    | -                  | -                  |             | -           | -           | 5      | 0      |        |
| 2017                  | Dinamo Tbilisi        | UL                    | 24         | 5          | CG              | 2               | 0               |                    | -                  | -                  |             | -           | -           | 26     | 5      |        |
| Totale Dinamo Tbilisi | Totale Dinamo Tbilisi | Totale Dinamo Tbilisi | 29         | 5          |                 | 2               | 0               |                    | -                  | -                  |             | -           | -           | 31     | 5      |        |
| 2017-2018             | Gent                  | D1                    | 19         | 1          | CB              | 0               | 0               |                    | -                  | -                  |             | -           | -           | 19     | 1      |        |
| 2018-2019             | Gent                  | D1                    | 23         | 5          | CB              | 4               | 1               | UEL                | 4                  | 0                  |             | -           | -           | 31     | 6      |        |
| 2019-2020             | Gent                  | D1                    | 9          | 0          | CB              | 0               | 0               | UEL                | 3                  | 0                  |             | -           | -           | 12     | 0      |        |
| 2020-2021             | Gent                  | D1                    | 3          | 0          | CB              | 0               | 0               | UCL                | 1                  | 0                  |             | -           | -           | 4      | 0      |        |
| 2021-gen. 2022        | Gent                  | D1                    | 8          | 0          | CB              | 1               | 1               | UECL               | 6                  | 0                  |             | -           | -           | 15     | 1      |        |
| Totale Gent           | Totale Gent           | Totale Gent           | 62         | 6          |                 | 5               | 2               |                    | 14                 | 0                  |             | -           | -           | 81     | 8      |        |
| gen.-giu. 2022        | Amburgo               | 2.BL                  | 10         | 1          | CG              | 2               | 0               |                    | -                  | -                  |             | -           | -           | 12     | 1      |        |
| 2022-2023             | Slovan Bratislava     | SL                    | 25         | 1          | CS              | 6               | 0               | UCL+UEL+UECL       | 4+2+10             | 0+0+0              |             | -           | -           | 47     | 1      |        |
| 2023-2024             | Watford               | FLC                   | 34         | 1          | FACup+CdL       | 3+0             | 0+0             |                    | -                  | -                  |             | -           | -           | 37     | 1      |        |
| Totale carriera       | Totale carriera       | Totale carriera       | 160        | 14         |                 | 18              | 2               |                    | 30                 | 0                  |             | -           | -           | 208    | 16     |        |

### Cronologia presenze e reti in nazionale
| Cronologia completa delle presenze e delle reti in nazionale ― Georgia | Cronologia completa delle presenze e delle reti in nazionale ― Georgia | Cronologia completa delle presenze e delle reti in nazionale ― Georgia | Cronologia completa delle presenze e delle reti in nazionale ― Georgia | Cronologia completa delle presenze e delle reti in nazionale ― Georgia | Cronologia completa delle presenze e delle reti in nazionale ― Georgia | Cronologia completa delle presenze e delle reti in nazionale ― Georgia | Cronologia completa delle presenze e delle reti in nazionale ― Georgia |
| Data                                                                   | Città                                                                  | In casa                                                                | Risultato                                                              | Ospiti                                                                 | Competizione                                                           | Reti                                                                   | Note                                                                   |
| ---------------------------------------------------------------------- | ---------------------------------------------------------------------- | ---------------------------------------------------------------------- | ---------------------------------------------------------------------- | ---------------------------------------------------------------------- | ---------------------------------------------------------------------- | ---------------------------------------------------------------------- | ---------------------------------------------------------------------- |
| 24-3-2018                                                              | Tbilisi                                                                | Georgia                                                                | 4 – 0                                                                  | Lituania                                                               | Amichevole                                                             | 1                                                                      | 67’                                                                    |
| 6-9-2018                                                               | Nur-Sultan                                                             | Kazakistan                                                             | 0 – 2                                                                  | Georgia                                                                | UEFA Nations League 2018-2019 - 1º turno                               | 1                                                                      | 75’                                                                    |
| 9-9-2018                                                               | Tbilisi                                                                | Georgia                                                                | 1 – 0                                                                  | Lettonia                                                               | UEFA Nations League 2018-2019 - 1º turno                               | -                                                                      | 86’                                                                    |
| 13-10-2018                                                             | Tbilisi                                                                | Georgia                                                                | 3 – 0                                                                  | Andorra                                                                | UEFA Nations League 2018-2019 - 1º turno                               | -                                                                      | 90’                                                                    |
| 16-10-2018                                                             | Riga                                                                   | Lettonia                                                               | 0 – 3                                                                  | Georgia                                                                | UEFA Nations League 2018-2019 - 1º turno                               | 1                                                                      | 89’                                                                    |
| 15-11-2018                                                             | Andorra la Vella                                                       | Andorra                                                                | 1 – 1                                                                  | Georgia                                                                | UEFA Nations League 2018-2019 - 1º turno                               | 1                                                                      |                                                                        |
| 20-11-2018                                                             | Tbilisi                                                                | Georgia                                                                | 2 – 1                                                                  | Kazakistan                                                             | UEFA Nations League 2018-2019 - 1º turno                               | 1                                                                      | 90+3’                                                                  |
| 5-9-2020                                                               | Tallinn                                                                | Estonia                                                                | 0 – 1                                                                  | Georgia                                                                | UEFA Nations League 2020-2021 - 1º turno                               | -                                                                      | 78’                                                                    |
| 8-9-2020                                                               | Tbilisi                                                                | Georgia                                                                | 1 – 1                                                                  | Macedonia del Nord                                                     | UEFA Nations League 2020-2021 - 1º turno                               | -                                                                      | 62’                                                                    |
| 2-9-2021                                                               | Batumi                                                                 | Georgia                                                                | 0 – 1                                                                  | Kosovo                                                                 | Qual. Mondiali 2022                                                    | -                                                                      | 77’                                                                    |
| 5-9-2021                                                               | Badajoz                                                                | Spagna                                                                 | 4 – 0                                                                  | Georgia                                                                | Qual. Mondiali 2022                                                    | -                                                                      | 69’                                                                    |
| 8-9-2021                                                               | Sofia                                                                  | Bulgaria                                                               | 4 – 1                                                                  | Georgia                                                                | Amichevole                                                             | -                                                                      | 59’                                                                    |
| 9-10-2021                                                              | Batumi                                                                 | Georgia                                                                | 0 – 2                                                                  | Grecia                                                                 | Qual. Mondiali 2022                                                    | -                                                                      | 60’                                                                    |
| 2-6-2022                                                               | Tbilisi                                                                | Georgia                                                                | 4 – 0                                                                  | Gibilterra                                                             | UEFA Nations League 2022-2023 - 1º turno                               | -                                                                      | 78’                                                                    |
| 25-3-2023                                                              | Batumi                                                                 | Georgia                                                                | 6 – 1                                                                  | Mongolia                                                               | Amichevole                                                             | 2                                                                      | 64’                                                                    |
| 17-6-2023                                                              | Larnaca                                                                | Cipro                                                                  | 1 – 2                                                                  | Georgia                                                                | Qual. Euro 2024                                                        | -                                                                      | 74’                                                                    |
| 8-9-2023                                                               | Tbilisi                                                                | Georgia                                                                | 1 – 7                                                                  | Spagna                                                                 | Qual. Euro 2024                                                        | 1                                                                      | 46’ 63’                                                                |
| 12-9-2023                                                              | Oslo                                                                   | Norvegia                                                               | 2 – 1                                                                  | Georgia                                                                | Qual. Euro 2024                                                        | -                                                                      | 67’                                                                    |
| 12-10-2023                                                             | Tbilisi                                                                | Georgia                                                                | 8 – 0                                                                  | Thailandia                                                             | Amichevole                                                             | -                                                                      | 58’                                                                    |
| 15-10-2023                                                             | Tbilisi                                                                | Georgia                                                                | 4 – 0                                                                  | Cipro                                                                  | Qual. Euro 2024                                                        | -                                                                      | 45’ 71’                                                                |
| 16-11-2023                                                             | Tbilisi                                                                | Georgia                                                                | 2 – 2                                                                  | Scozia                                                                 | Qual. Euro 2024                                                        | -                                                                      | 79’                                                                    |
| 19-11-2023                                                             | Valladolid                                                             | Spagna                                                                 | 3 – 1                                                                  | Georgia                                                                | Qual. Euro 2024                                                        | -                                                                      | 89’                                                                    |
| 21-3-2024                                                              | Tbilisi                                                                | Georgia                                                                | 2 – 0                                                                  | Lussemburgo                                                            | Qual. Euro 2024                                                        | -                                                                      | 77’                                                                    |
| 26-3-2024                                                              | Tbilisi                                                                | Georgia                                                                | 0 – 0 dts (4 – 2 dtr)                                                  | Grecia                                                                 | Qual. Euro 2024                                                        | -                                                                      | 104’                                                                   |
| 9-6-2024                                                               | Podgorica                                                              | Montenegro                                                             | 1 – 3                                                                  | Georgia                                                                | Amichevole                                                             | -                                                                      | 66’                                                                    |
| 18-6-2024                                                              | Dortmund                                                               | Turchia                                                                | 3 – 1                                                                  | Georgia                                                                | Euro 2024 - 1º turno                                                   | -                                                                      | 74’                                                                    |
| 22-6-2024                                                              | Amburgo                                                                | Georgia                                                                | 1 – 1                                                                  | Rep. Ceca                                                              | Euro 2024 - 1º turno                                                   | -                                                                      | 62’                                                                    |
| 26-6-2024                                                              | Gelsenkirchen                                                          | Georgia                                                                | 2 – 0                                                                  | Portogallo                                                             | Euro 2024 - 1º turno                                                   | -                                                                      | 81’                                                                    |
| 30-6-2024                                                              | Colonia                                                                | Spagna                                                                 | 4 – 1                                                                  | Georgia                                                                | Euro 2024 - Ottavi di finale                                           | -                                                                      | 63’                                                                    |
| 7-9-2024                                                               | Tbilisi                                                                | Georgia                                                                | 4 – 1                                                                  | Rep. Ceca                                                              | UEFA Nations League 2024-2025 - 1º turno                               | 1                                                                      | 75’                                                                    |
| 10-9-2024                                                              | Tirana                                                                 | Albania                                                                | 0 – 1                                                                  | Georgia                                                                | UEFA Nations League 2024-2025 - 1º turno                               | -                                                                      | 89’                                                                    |
| 11-10-2024                                                             | Poznań                                                                 | Ucraina                                                                | 1 – 0                                                                  | Georgia                                                                | UEFA Nations League 2024-2025 - 1º turno                               | -                                                                      |                                                                        |
| 14-10-2024                                                             | Tbilisi                                                                | Georgia                                                                | 0 – 1                                                                  | Albania                                                                | UEFA Nations League 2024-2025 - 1º turno                               | -                                                                      |                                                                        |
| 16-11-2024                                                             | Batumi                                                                 | Georgia                                                                | 1 – 1                                                                  | Ucraina                                                                | UEFA Nations League 2024-2025 - 1º turno                               | -                                                                      | 46’                                                                    |
| 19-11-2024                                                             | Olomouc                                                                | Rep. Ceca                                                              | 2 – 1                                                                  | Georgia                                                                | UEFA Nations League 2024-2025 - 1º turno                               | -                                                                      | 61’                                                                    |
| 20-3-2025                                                              | Erevan                                                                 | Armenia                                                                | 0 – 3                                                                  | Georgia                                                                | UEFA Nations League 2024-2025 - Play-off                               | -                                                                      | 65’                                                                    |
| 23-3-2025                                                              | Tbilisi                                                                | Georgia                                                                | 6 – 1                                                                  | Armenia                                                                | UEFA Nations League 2024-2025 - Play-off                               | 1                                                                      | 46’                                                                    |
| Totale                                                                 |                                                                        | Presenze                                                               | 37                                                                     |                                                                        | Reti (10º posto)                                                       | 10                                                                     |                                                                        |

## Palmarès

### Club

#### Competizioni nazionali
- Campionato slovacco: 1

Slovan Bratislava: 2022-2023